# Jan Seyum
Jan Seyum fue un negus de Etiopía, miembro de la Dinastía Zagüe. Tadesse Tamrat considera que era el hijo pequeño de Mara Takla Haymanot, sucediendo a su hermano mayor Tatadim como rey, tal como era habitual en la tradición Agaw. Fue padre de Yemrehana Krestos quien obtuvo el trono tras Germa Seyum.
| Predecesor: Tatadim | Negus Nagast Siglo XII | Sucesor: Germa Seyum |